# العلاقات السورية الكندية
العلاقات السورية الكندية هي العلاقات الثنائية التي تجمع بين سوريا وكندا.

## مقارنة بين البلدين
هذه مقارنة عامة ومرجعية للدولتين:
| وجه المقارنة                                              | سوريا                    | كندا                             |
| --------------------------------------------------------- | ------------------------ | -------------------------------- |
| المساحة (كم2)                                             | 185.18 ألف               | 9.98 مليون                       |
| عدد السكان (نسمة)                                         | 18.27 مليون              | 35.70 مليون                      |
| الكثافة السكانية (ن./كم²)                                 | 98.66                    | 3.58                             |
| العاصمة                                                   | دمشق                     | أوتاوا                           |
| اللغة الرسمية                                             | اللغة العربية            | اللغة الإنجليزية، اللغة الفرنسية |
| العملة                                                    | ليرة سورية               | دولار كندي                       |
| الناتج المحلي الإجمالي (بليون دولار)                      | 60.20 مليار              | 1.65 تريليون                     |
| الناتج المحلي الإجمالي (تعادل القوة الشرائية) بليون دولار |                          | 1.59 تريليون                     |
| الناتج المحلي الإجمالي الاسمي للفرد دولار أمريكي          |                          | 43.25 ألف                        |
| الناتج المحلي الإجمالي للفرد دولار أمريكي                 |                          | 45.07 ألف                        |
| مؤشر التنمية البشرية                                      | 0.594                    | 0.913                            |
| رمز المكالمات الدولي                                      | +963                     | +1                               |
| رمز الإنترنت                                              | .sy                      | .ca                              |
| المنطقة الزمنية                                           | ت ع م+02:00، ت ع م+03:00 |                                  |

## مدن متوأمة
في ما يلي قائمة باتفاقيات التوأمة بين مدن سورية وكندية:
- ترتبط دمشق مع تورونتو باتفاقية توأمة.

## منظمات دولية مشتركة
يشترك البلدان في عضوية مجموعة من المنظمات الدولية، منها:
| علم المنظمة | اسم المنظمة                               | تاريخ انضمام سوريا | تاريخ انضمام كندا |
| ----------- | ----------------------------------------- | ------------------ | ----------------- |
|             | مؤسسة التنمية الدولية                     | 28 يونيو 1962      | 24 سبتمبر 1960    |
|             | المنظمة الهيدروغرافية الدولية             | ?                  | ?                 |
|             | مؤسسة التمويل الدولية                     | 28 يونيو 1962      | 20 يوليو 1956     |
|             | منظمة حظر الأسلحة الكيميائية              | ?                  | ?                 |
|             | الأمم المتحدة                             | 24 أكتوبر 1945     | 9 نوفمبر 1945     |
|             | الاتحاد الدولي للاتصالات                  | 12 يناير 1924      | 1 يوليو 1908      |
|             | منظمة الشرطة الجنائية الدولية             | ?                  | ?                 |
|             | البنك الدولي للإنشاء والتعمير             | 10 أبريل 1947      | 27 ديسمبر 1945    |
|             | الاتحاد البريدي العالمي                   | ?                  | ?                 |
|             | المركز الدولي لتسوية المنازعات الاستشارية | 24 فبراير 2006     | 1 ديسمبر 2013     |
|             | وكالة ضمان الاستثمار متعدد الأطراف        | 14 مايو 2002       | 12 أبريل 1988     |
|             | يونسكو                                    | 16 نوفمبر 1946     | 4 نوفمبر 1946     |

## أعلام
هذه قائمة لبعض الشخصيات التي تربطها علاقات بالبلدين:
- أحمد أبو المعاطي (مُعْتَقل مصري سابق وناشط حقوقي، 1 أكتوبر 1964 – )
- بريا توماس (1971[19] – )
- بول عنقا (30 يوليو 1941[20][21] – )
- ربا ندا (مخرجة أفلام كندية، 6 ديسمبر 1972 – )
- رينيه أنجليل (16 يناير 1942[22][23] – 14 يناير 2016[22])
- سام حمد (سياسي كندي، 17 يونيو 1958 – )
- سامي زين (مصارع محترف كندي، 12 يوليو 1984 – )
- عبد الله المالكي (ناشط حقوقي سوري، 1971 – )
- ليتل إيجبت (1871 – 5 أبريل 1937)
- ماهر عرار (ناشط حقوقي سوري، 1970[24] – )
- ويز كيلو (مغني كندي، 5 مارس 1984 – )

## وصلات خارجية
- موقع وزارة الخارجية الكندية